# Havel Queen
Die Havel Queen ist ein Fahrgastschiff der Reederei Stern und Kreisschiffahrt, das im Jahr 1988 in den Deutschen Industriewerken in Berlin-Spandau gebaut wurde. Es ist seitdem auf der Havel, dem Tegeler See und einem Teil des Oder-Havel-Kanals als Tagesausflugsschiff im Einsatz.

## Beschreibung
Das Schiff für maximal 700 Passagiere, durchschnittlich jedoch 350, wurde auf Wunsch des Auftraggebers äußerlich einem Seiten-Raddampfer nachempfunden. Die Räder dienen jedoch nicht dem Antrieb, sondern laufen während der Fahrt zur Zierde mit. Sie werden von zwei Elektromotoren mit jeweils 18 kW Leistung angetrieben.
Der Schiffsantrieb erfolgt mit modernen Dieselmotoren der Firma MAN und herkömmlich mittels zweier Schiffsschrauben. Die Havel Queen (dt. Havel-Königin) beherbergt einen Salon mit 148 Sitzplätzen, ein Café mit 70 Plätzen, einen unteren oder kleinen Salon mit 136 Sitzplätzen sowie eine Bar für 40 Personen. Das Motorschiff bietet darüber hinaus Plätze und Liegen auf einem Sonnendeck. Ein Fahrstuhl erleichtert die fast barrierefreie Benutzung. Neben den festen Fahrtrouten und -zeiten auf den Oberhavelseen kann die Havel Queen auch für Veranstaltungen gebucht und dann den Wünschen entsprechend bestuhlt werden.
Das Schiff ist für die SUK-Zone 4 zugelassen.